# Кудлаєнко Дмитро Нестерович
Дмитро́ Не́стерович Кудлає́нко  (23 лютого 1948 року, село Кудлаї, Немирівський район, Вінницька область, УРСР — 7 грудня 2020 року, місто Вінниця, Україна) — український художник декоративно-прикладного мистецтва, скульптура, живопис. Дружина — Кудлаєнко Антоніна Олегівна. Діти: Кудлаєнко Назар Дмитрович та Кудлаєнко Олена Дмитрівна.

## Життєпис
У 1976 році закінчив Львівський державний інститут прикладного та декоративного мистецтва, відділення інтер'єр та обладнання. Педагоги: В. І. Якунін, В. А. Овсійчук, керівник дипломної роботи — В. В. Савін.
У 1976 році, після навчання, направлений на роботу до Чечельницького Райпромкобінату у Вінницькій області. Працював художником-модельєром.
З 1977 року працював у Вінницькому художньо-виробничому комбінаті.
З 1977 року учасник обласних та всеукраїнських художніх виставок.
Учасник всеукраїнських симпозіумів по скульптурі: м. Луцьк — 2002 р., Буша — 2003 р., пленеру у с. Степашки — 2004 р. Перша персональна виставка митця відбулася у 2000 році у м. Вінниці. Експонувалась вона у виставковій залі ВООНСХУ.
Член Національної спілки художників України з 1990 р.
Працював у техніках кераміки та дерева, у галузі декоративного панно та станкової скульптури, живопис.
- Літературно-мистецька премія «Кришталева вишня» (2021)[3]

## Галерея

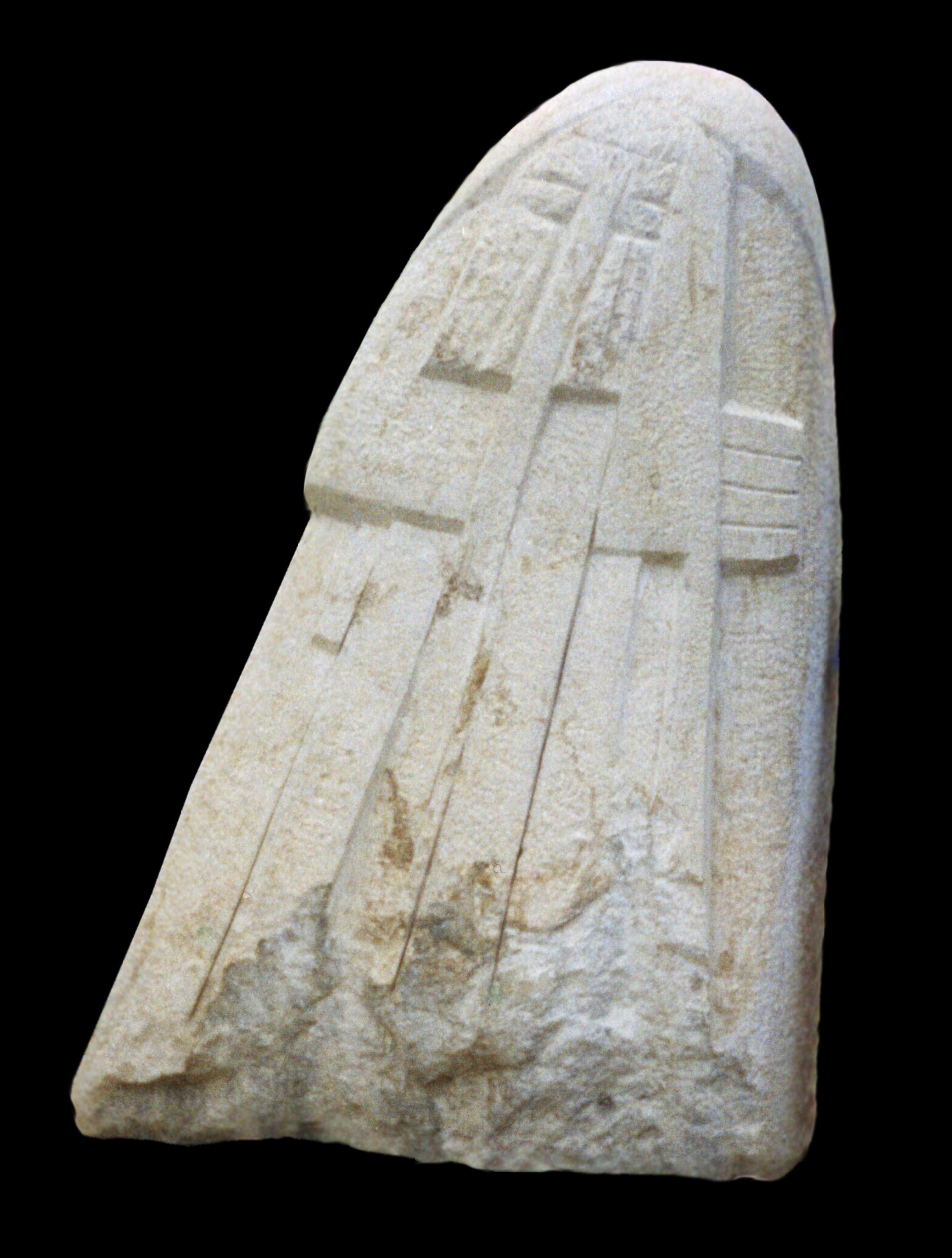
"Світовид", піщаник, м. Луцьк